# یواس‌سی‌جی‌سی کوریه (دبلیوای‌جی‌آر-۴۱۰)
یواس‌سی‌جی‌سی کوریه (دبلیوای‌جی‌آر-۴۱۰) (به انگلیسی: USCGC Courier (WAGR-410)) یک کشتی است که طول آن ۳۳۸٫۷۵ فوت (۱۰۳٫۲۵ متر) می‌باشد. این کشتی در سال ۱۹۴۵ ساخته شد.